# Strong Baby
"Strong Baby" é uma canção do cantor sul-coreano Seungri, foi gravada para integrar Remember (2008), o segundo álbum de estúdio de seu grupo Big Bang. Composta por G-Dragon e produzida por ele juntamente com Bae Jin Yeol, a canção foi lançada em 1 de janeiro de 2009 pela YG Entertainment, como o segundo single do álbum do grupo. 

## Antecedentes e promoção
Enquanto o primeiro single do álbum Remember, "Sunset Glow", foi promovido por todo o grupo, Seungri performou e promoveu "Strong Baby" de forma independente como seu primeiro single. A fim de mudar sua imagem de "membro mais jovem" do Big Bang, ele adotou um visual mais maduro, e suas apresentações com "Strong Baby" foram completadas com uma dança estilizada. Após seu lançamento, a canção recebeu uma restrição da emissora KBS, que considerou sua letra imprópria para ser executada em seus programas.
Posteriormente, Seungri recebeu a tríplice coroa no programa de música Inkigayo da SBS. "Strong Baby" foi incluída mais tarde em seu primeiro álbum em língua japonesa, Let's Talk About Love (2013).

## Vitórias em programas de música
| Data                    | Programa     | Emissora |
| ----------------------- | ------------ | -------- |
| 22 de janeiro de 2009   | Inkigayo     | SBS      |
| 5 de fevereiro de 2009  | Inkigayo     | SBS      |
| 19 de fevereiro de 2009 | Inkigayo     | SBS      |
| 22 de janeiro de 2009   | M! Countdown | Mnet     |
| 5 de fevereiro de 2009  | M! Countdown | Mnet     |
| 19 de fevereiro de 2009 | M! Countdown | Mnet     |
| 26 de fevereiro de 2009 | M! Countdown | Mnet     |